# Eppertia punctata
Eppertia punctata är en kackerlacksart som först beskrevs av Karlis Princis 1954.  Eppertia punctata ingår i släktet Eppertia och familjen storkackerlackor. Inga underarter finns listade i Catalogue of Life.